# 勅使川原和彦
勅使川原 和彦（てしがはら かずひこ、1968年 - ）は、日本の法学者。早稲田大学法学学術院教授。専門は民事訴訟法・国際民事訴訟法。博士（法学）（早稲田大学）。東京都生まれ。

## 略歴
- 1986年 開成高等学校卒業
- 1991年 早稲田大学法学部卒業
- 1993年
  - 早稲田大学大学院法学研究科修士課程修了
  - 早稲田大学法学部助手
- 1996年 早稲田大学法学部専任講師
- 1998年 同助教授（2001〜2003年 ミュンヘン大学客員研究員）
- 2005年 同教授
- 2007年 早稲田大学大学院法務研究科教授に所属変更
- 2009年 新司法試験考査委員（〜2010）
- 2011年 新司法試験予備試験考査委員
- 2012年 司法試験（予備試験）考査委員（〜2014）
- 2015年 法務省検察官特別任用審査会試験委員（〜現在まで）
- 2016年
  - 法科大学院到達度確認試験試行試験 民訴法主査
  - 法制審議会民事執行法部会幹事（〜2018）
  - 第二東京弁護士会外部委員（〜現在まで）
- 2018年 早稲田大学法学学術院（法学部・大学院法学研究科）教授に本属変更（現職）
- 2019年
  - 最高裁判所家庭規則制定諮問委員会幹事（〜現在まで）
  - 司法試験考査委員・司法試験予備試験考査委員（〜2022）
- 2021年 国家公務員採用総合職試験（記述式）（行政）専門委員（〜現在まで）
- 2024年　早稲田大学大学院法学研究科長（〜現在まで）

## 主要著書
- 『読解民事訴訟法』（有斐閣、2015）
- 『民事訴訟法理論と「時間」的価値』（成文堂、2009）
- （共著）『民事訴訟法 Visual Materials』（有斐閣、2010）
- （共著）『プリメール民事訴訟法』（法律文化社、2010）

## 所属学会
- 日本民事訴訟法学会（2004-2007理事、2010-2013事務局担当理事、2016-2019大会担当理事）
- 仲裁ADR法学会（2010-2013理事、2016-2019 理事、2019-2022 会計担当理事、2022- 理事）